# Patrick (azienda)
Patrick è una società di abbigliamento sportivo con sede a Oudenaarde, nelle Fiandre Orientali, in Belgio.

## Storia
Patrick, inizialmente Patrick-Chaussures Techniques, è stata fondata da Patrice Beneteau nel 1892. Le scarpe sono state prodotte in una piccola fabbrica a Vandea, in Francia. Gli sportivi che indossavano Patrick per gli eventi importanti sono Jacques Anquetil per vincere il Tour de France per la quinta volta nel 1964, e Michel Platini mentre sollevava il suo terzo Pallone d'Oro nel 1985. Sponsor tecnico della Roma dell'anno dello scudetto Serie A 1982-1983.
Nel 1990, Patrick si ritirò parzialmente dal calcio dopo le battaglie di sponsorizzazione con Nike e Adidas. Patrick, "L'esprit du sport", fa parte del gruppo-Cortina dal 2008. Patrick sponsorizza le squadre Zulte Waregem, in Belgio, Guingamp in Francia, Rostov in Russia e SV Austria Salzburg in Austria. Frank De Bleeckere, famoso arbitro di calcio belga, ha collaborato con Patrick nel 2009 per realizzare una scarpa in particolare per gli arbitri.

## Prodotti
Patrick produce scarpe da calcio, scarpe da ginnastica, ciclismo, scarpe da basket, scarpe da tennis, scarpe da rugby e sneaker.